# John Joseph Kennedy
John Joseph Kennedy (Dublin, 15 de julho de 1968) é um bispo irlandês e estudioso da fé católica, desde 5 de junho de 2022 secretário da seção disciplinar do Dicastério para a Doutrina da Fé e desde 29 de julho de 2024 arcebispo titular de Ossero.

## Biografia
Depois de concluir os estudos do seminário, foi ordenado sacerdote em 13 de julho de 1993. Posteriormente, obteve o doutorado em direito canônico pela Pontifícia Universidade Gregoriana de Roma.
Em 2003 ingressou na Congregação para a Doutrina da Fé, como oficial.
Em 4 de abril de 2017, o Papa Francisco nomeou-o chefe da secção disciplinar da Congregação para a Doutrina da Fé, com a função de lidar com denúncias de abusos sexuais por parte do clero; em particular, em 2019 comunicou a chegada ao ministério de um número recorde de 1000 reclamações de todo o mundo.
Em 23 de abril de 2022 foi promovido a secretário da secção disciplinar do mesmo instituto.
Em 29 de julho de 2024, o Papa Francisco nomeou-o bispo titular de Ossero, conferindo-lhe o título pessoal de arcebispo.Sendo o ordenate principal o Cardeal Víctor Manuel Fernández e coordenates Dermot Pius Farrell, Arcebispo de Dublin e Guy André Marie de Kerimel de Kerveno, Arcebispo de Toulouse